# Calliostoma occidentale
Calliostoma occidentale är en snäckart som först beskrevs av Jesse Wedgwood Mighels och C. B. Adams 1842. Enligt Catalogue of Life ingår Calliostoma occidentale i släktet Calliostoma och familjen Calliostomatidae, men enligt Dyntaxa är tillhörigheten istället släktet Calliostoma och familjen pärlemorsnäckor. Det är osäkert om arten förekommer i Sverige. Inga underarter finns listade i Catalogue of Life.